# اوکسی-دورس
اوکسی-دورس (به فرانسوی: Auxey-Duresses) یک کمون در فرانسه با جمعیت ۳۳۸ نفر است که در Canton of Beaune-Nord واقع شده‌است.